# 무당연유

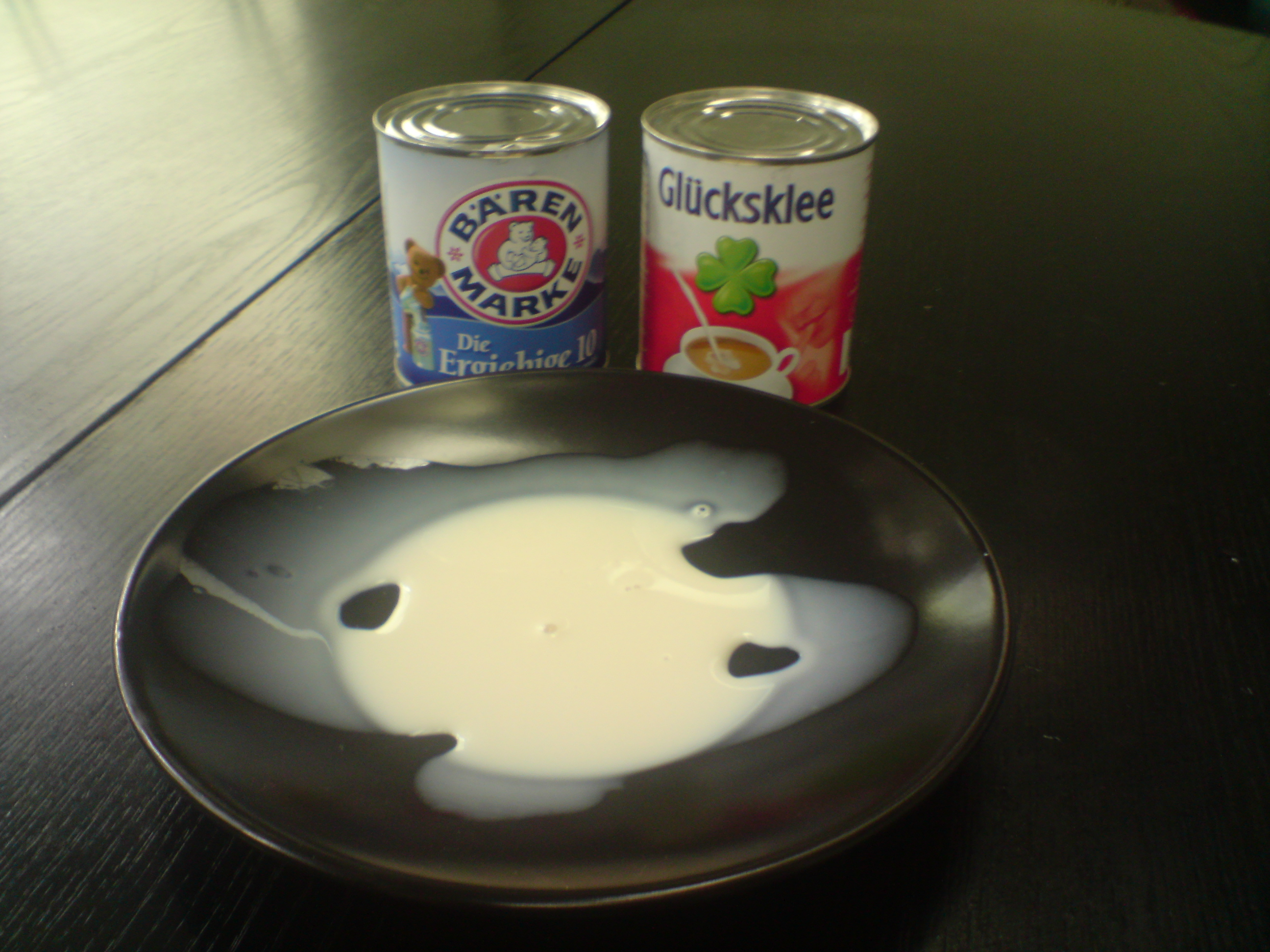

무당연유(無糖煉乳)는 우유를 농축한 유제품이다.

## 제조
일반적으로 원료 우유를 가열, 살균, 끓은 뒤 절반 이상 농축 성분을 균질화시킨 후 캔 등에 채우고 다시 가열, 살균한다. 간단하게 우유를 끓이는 것이 아니라, 탈지 분유, 카제인 등의 분말 유제품과 식물성 지방, 다당류 등을 배합하여 농도와 맛을 조정하는 공정이 일반적이다. 제품에 따라 성분이 다르고, 맛에도 차이가 있다.

## 용도
무당연유는 베샤멜 등 요리용 크림 소스, 크림 스튜, 태국식 카레, 중국의 야채 크림 조림 등의 요리에 사용된다. 또한 우유맛 과자, 망고 푸딩 등의 과자, 빙과 등을 만들 때 제과 재료로도 사용된다. 커피나 홍차용 크리머으로 사용되기도 한다.

## 같이 보기
- 토플료노예 몰로코
- 연유
- 분유